# زبیده‌خانم
زبیده خانم (۱۲۲۹–۱۳۱۳ قمری در شورین، همدان) شاهدخت قاجار و شاعر و ادیب و صوفی بود.
زبیده خانم دختر فتحعلی‌شاه از بطن ماه‌آفرین‌خانم شیرازی در سال ۱۲۲۹ قمری متولد شد. رستم خان قراگوزلو او را برای پسر خود، علینقی خان قراگوزلو (نصرت‌الملک)، خواستگاری کرد که از سوی شاه پذیرفته شد. زبیده خانم همراه همسرش به همدان رفت و از مریدان حاجی میرزا علینقی همدانی شد. یک بار به سفر حج و بارها به زیارت عتبات عالیات و مشهد رفت. سال‌ها در همدان زندگی کرد و هر سال بخشی از درآمد املاک خود را صرف انعام و اطعام فقرا و عمران و آبادی منطقه می‌کرد. او کاروانسرای مدور تاج‌آباد را برای اقامت زوار در روستای تاج‌آباد ساخت، دو دانگ از روستای لالجین را برای تعزیه داری و روشنایی حرم امام حسین در کربلا وقف کرد، و مبلغی برای متولی، روشنایی و قاری بقعه بابا طاهر عریان اختصاص داد. بقعه و صحن امامزاده یحیی در همدان نیز طبق خواهش او از فرزندش، حسام الملک، ساخته شده‌است.
زبیده خانم پس از درگذشت نصرت‌الملک به روستای شورین رفت و تا پایان عمر در آنجا زندگی می‌کرد. وی احوالات عارفانه داشت و چنان‌که برادرش ملک ایرج میرزا توصیف می‌کند:
«زبیده خانم بسیار شاهزاده مقدسه عارفه عامله که شب و روز غیر از ورد و اذکار و تلاوت قرآن و تعزیه‌داری جناب سیدالشهداء علیه‌السلام کاری ندارند و گناهان ما را مگر به عبادات او عفو کنند.»
از اشعار او نمونه‌هایی در جنگ‌ها و سرگذشت‌نامه‌های عهد قاجار به جا مانده است. ابیات زیر نمونه‌ای از شعر او است.
| درده به من ای ساقی زان می‌دو سه پیمانه   |  | کز سوز درون گویم شعری دو سه مستانه     |
| خواهم که در این مستی خود نیز روم از یاد |  | غیر از تو نماند کس نه خویش و نه بیگانه |
| از عشق رخ جانان گشته است جهان حیران     |  | مستانه سخن گوید این عاشق دیوانه        |

زبیده خانم از نصرت‌الملک صاحب یک پسر، حسین خان حسام‌الملک (درگذشته صفر ۱۳۰۷ قمری) و دو دختر شد.